# 旧加古川町公会堂
旧加古川町公会堂（きゅうかこがわちょうこうかいどう）は、日本の兵庫県加古川市加古川町木村に所在する昭和前期の近代建築。1971年（昭和46年）から2021年（令和3年）までは公立図書館として使用された。

## 概要
元兵庫県営繕課長の置塩章が設計した西洋建築で、1935年（昭和10年）に加古川町公会堂として竣工した。完成当時は演劇や各種の講演会が開催され、地域の文化において中心的存在であった。アールデコ風の幾何学模様にデザインされたステンドグラスの大アーチ窓や側面の連続アーチ窓、スクラッチタイル張りの1階正面部分に大きな特徴がある。
1971年（昭和46年）から加古川市立図書館の本館として利用されて来たが、1987年（昭和62年）に開館した平岡町の加古川総合文化センター図書館が2006年（平成18年）の組織再編で新たに市立中央図書館となり、旧公会堂の本館が加古川町地域の分館「加古川図書館」として中央図書館の配下に置かれる「主従逆転」が行われた。市内にはこの2館の他にウェルネスパーク図書館、海洋文化センター図書室が設置されているが、例規上は中央図書館と加古川図書館の2館が「加古川市立図書館」を構成しており、他の1館1室は別個の条例が設置根拠とされる。
2008年（平成20年）、兵庫県の景観形成重要建造物に指定。

### 三島由紀夫との関係
1944年（昭和19年）には、三島由紀夫が公会堂の横にある松の木のそばで徴兵検査を受けたことでも知られており、この松は当時と変わらない枝ぶりで現存している。半自伝的小説の『仮面の告白』には、この時の様子が描かれる。
三島が公会堂で徴兵検査を受けたという事実は公文書から確認されている。第二乙種合格は、いわば補欠要員であった。小説では、召集令状が届くまでの心の動きは描かれていないが、しばらくは「伝手を使ってでも少しでも早く入営時期を知らせてほしい」「至急村役場へ照会を乞ふ。何とか手を廻せばわからぬ筈無之候（はずこれなくそうろう）」と切羽詰まった様子を両親に書き送るなど、召集の不安を抱えながら日々を過ごしていた。三島はこの当時、勤労動員で群馬県の工場に滞在中であり、いきなり召集令状が届けば、期日によっては直接、入営先に向けて出発しなければならない可能性もあったため、東京に住む家族に会えないままに召集されることを極度に恐れていたといわれる。

### 保存問題

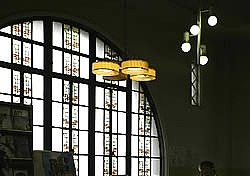
内装のステンドグラス

加古川町公会堂と同時期に近隣で建てられた加古川町役場（旧加古川市役所）や加古川第一尋常高等小学校（現・加古川市立加古川小学校）などの近代建築はいずれも後年に取り壊されて現存していないため、その稀少性が評価されており2015年（平成27年）には日本建築学会近畿支部が加古川市に対し「戦前に建てられた歴史的・文化的価値の高い施設」として保存を要望している。
しかし、加古川市では旧公会堂が築80年以上を経過し耐震強度不足や雨漏りが問題となっているのに加え、市内の公共施設再配置計画策定と時期が重なったことを理由として耐震補強工事の実施には否定的な姿勢を採っている。
加古川図書館は2021年（令和3年）10月1日より、加古川駅前のカピル21ビル（ヤマトヤシキ加古川店）6階で移転開館した。旧公会堂は図書館移転後も当面は書庫として利用するものの、保存に関しては「解体も選択肢だが、（保存に）強い思いを持っている人がいることも分かっている。慎重に話し合いたい」としつつも白紙状態とされている。

## 交通アクセス
- JR神戸線・加古川線加古川駅より南西に徒歩15分。